# Lista pseudobóstw słowiańskich

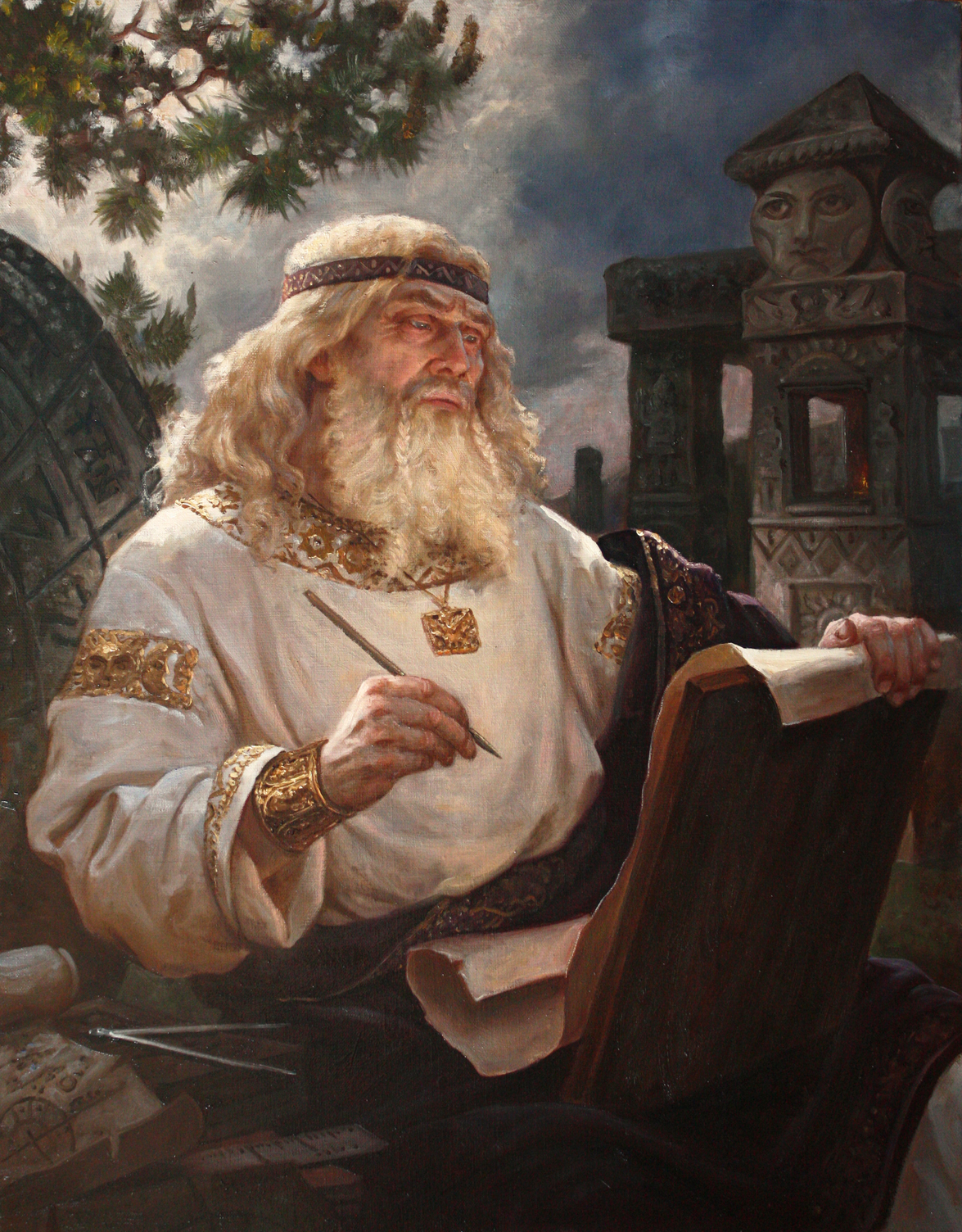
Czysłobóg – bóg liczb, jeden z najpopularniejszych współcześnie pseudobogów. Andriej Szyszkin, 2015

Słowiańskie pseudobóstwa (pseudobogowie, pseudoboginie) to słowiańskie bóstwa, które istnieją w literaturze popularnej lub nawet naukowej, lecz ich historyczność jest nieuznawana przez zdecydowaną większość badaczy, tzn., że dane bóstwo w istocie nie było obiektem kultu wśród pogańskich Słowian. Pseudobóstwa Słowian, tak jak innych etnosów, powstawały w wyniku pomyłek (np. poprzez zrozumienie nazwy własnej jako teonimu, nieznajomości języka słowiańskiego, niezrozumienie pogańskiego obrzędu lub niekrytycznego korzystania ze źródeł), w wyniku twórczości i fałszerstw słowiańskich romantyków, lub nawet w wyniku fałszerstw z pobudek politycznych. Przyczyną dwóch ostatnich może być fakt, że w przeciwieństwie do np. mitologii greckiej, źródła dotyczące mitologii słowiańskiej są mocno ograniczone.
Pierwsze słowiańskie pseudobóstwa zaczęły pojawiać się już w średniowieczu, głównie w łacińskich tekstach chrześcijańskich, w wyniku pomyłek. Słowiańskie pseudobóstwa na szeroką skalę zaczęły pojawiać się od XVIII, a w szczególności XIX wieku. W 1768 r. pojawiło się ówcześnie popularne fałszerstwo, tzw. idole prillwickie, przedstawiające rzekome słowiańskie bóstwa ozdobione rzekomymi słowiańskimi runami. Na podstawie tego fałszerstwa wiele bóstw stworzył Andreas Masch, a następnie Martin Ardent. W XIX popularnym fantastą był Czech Ignác Jan Hanuš, w szczególności jego dwie prace: Die Wissenschaft des slavischen Mythus oraz Bájeslovný kalendář slovanský, oraz mało krytyczny wobec źródeł Rosjanin Aleksandr Famincyn (Bożestwa driewnich Slawian). Oprócz wymienionych wcześniej twórców, każdy kraj słowiański posiadał swoich mniej lub bardziej popularnych fałszerzy. Współcześnie fałszowaniem panteonu słowiańskiego zajmuje się np.: w Polsce Czesław Białczyński (np. Stworze i zdusze, czyli starosłowiańskie boginki i demony. Leksykon, czy Księga tura), a w Rosji Aleksandr Asow (Kniga Koljady) .

## Popularne pseudobóstwa

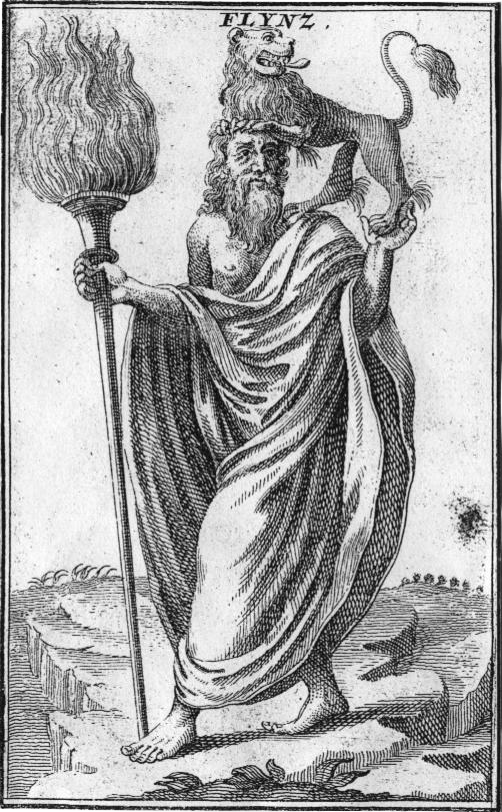
Flins

- Czysłobóg – pseudobóstwo czasu i/lub liczb wymyślone w latach 90', pojawia się w Księdze Welesa[8]
- Wesna – rzekoma bogini wiosny
- Dzidzileyla – według Jana Długosza polska odpowiedniczka Wenery, bogini miłości wesel i płodności[9].
- Kij – domniemany polski bóg kowalstwa, który pojawia się w kazaniach gnieźnieńskich[10].
- Łada – rzekome polskie bóstwo wymienione pierwszy raz przez Jana Długosza jako bóg wojny, odpowiednik Marsa, następnie przez Macieja Miechowitę uznane za polską odpowiedniczkę Ledy[11].
- Kupała – bóstwo stworzone przez średniowiecznych kronikarzy na podstawie nazwy święta Nocy kupały
- Koliada – uosobienie cyklu noworocznego oraz postać w obrzędach ludowych omyłkowo zinterpretowana przez Aleksandra Afanasjewa jako bogini
- Lelja – rzekoma bogini miłości, słowo występujące w rosyjskich pieśniach ludowych
- Jesza – bóg naczelny Polaków wymieniony przez Jana Długosza, odpowiednik rzymskiego Jowisza, współcześnie autentyczność boga jest odrzucana
- Dana – hipotetyczna bogini wody zaproponowana przez Mykołę Kostomarowa, odrzucona przez współczesną naukę
- Pogwizd – bóstwo wiatru wymienione przez Macieja Miechowitę, oraz Pochwist, wymieniony przez Marcina Kromera bóg niepogody, w rzeczywistości prawdopodobnie duchy lub demony
- Flins – rzekome bóstwo śmierci czczone przez resztki Łużyczan, wymienione w Kronice Sasów
- Krodo – pierwotnie naczelne pseudobóstwo germańskie, które pod koniec XVI wieku przypisane Słowianom
- Trojan – postać z mitologii południowosłowiańskiej zapożyczona przez pisarzy wschodniosłowiańskich, a następnie uznana za bóstwo
- Czur – XIX-wieczne rosyjskie pseudobóstwo granic, odpowiednik rzymskiego Terminusa

## Słowianie zachodni

### Słowianie połabscy
- Goderak (łac.: Gutdraccus) – Arnold z Lubeki w Chronica Slavorum (swojej kontynuacji Kroniki Helmolda; V, 24) napisał, że Bernon (zm. 1190 lub 1191), biskup Schwerin, zniszczył kult pogański, a w miejsce bóstwa Goderaka nakazał czcić św. Godeharda, biskupa Hildesheim, wykorzystując podobieństwo imion. Ubóstwienie nastąpiło w wyniku pomyłki – nazwa Goderak pojawia się już w 1171 u Henryka Lwa, który nadał biskupstwu szeweryńskiemu „wieś Św. Godeharda, która niegdyś nazywała się Goderak”, a sama nazwa prawdopodobnie pochodzi od nazwy osobowej, być może właściciela wsi[12].
- Juliusz Cezar – według Żywota św. Ottona w Wolinie, który od imienia Juliusza Cezara nazywany miał być także Julinem (Iulin), czczono włócznię Juliusza. Według autorów miała ona znajdować się w drewnianej kolumnie i być lekko rdzawa. Związek z Juliuszem oraz nazwa Julin jest wymysłem kronikarzy (interpretatio classica). Wątek Juliusza następnie został rozwinięty przez Wincentego Kadłubka w opowiadaniu o walce Lechitów pod przywództwem Leszka III przeciwko Juliuszowi[13].
- Suentebueck – XV-wieczna Pasja świętych męczenników spoczywających w Ebstorfie mówi o Słowianach, którzy porzucili chrześcijaństwo po śmierci Karola Wielkiego, którzy mieli wznieść obalone wcześniej posągi Suentebuecka, Vitelubbego i Radegasta. Strzelczyk interpretuje tę nazwę jako „święty byk”, lub mniej prawdopodobnie „Święty Wit” (Świętowit?)[14].
- Vittelube – bóstwo także wymienione w Pasji. Prawdopodobnie uznana przez autora za nazwę bóstwa z powodu występowania nazwy miejscowej Vietlübbe obok nazwy miejscowej Radegast, obie w powiecie Gadebusch[14].
- Svitibor, Zuttibor – bóstwo wymienione przez Abrahama Frentzela. Christian Knauthe tłumaczył to imię jako „Święty Bór”[14].
- Puscetus – bóstwo wymienione przez Abrahama Frentzela. Według Christiana Knauthe imię to brzmiało jak słowiańskie słowo bosowske „krzak bzu”, „tak jakby Deus Sambuceus”, i znaczyło „ten, który mieszka pod bzem”[15].
- Ciza – boginie matczynego karmienia według Christiana Knauthe. Imię jej miało pochodzyć od słowiańskiego słowa zyz (polskie cyc) „pierś”[16].

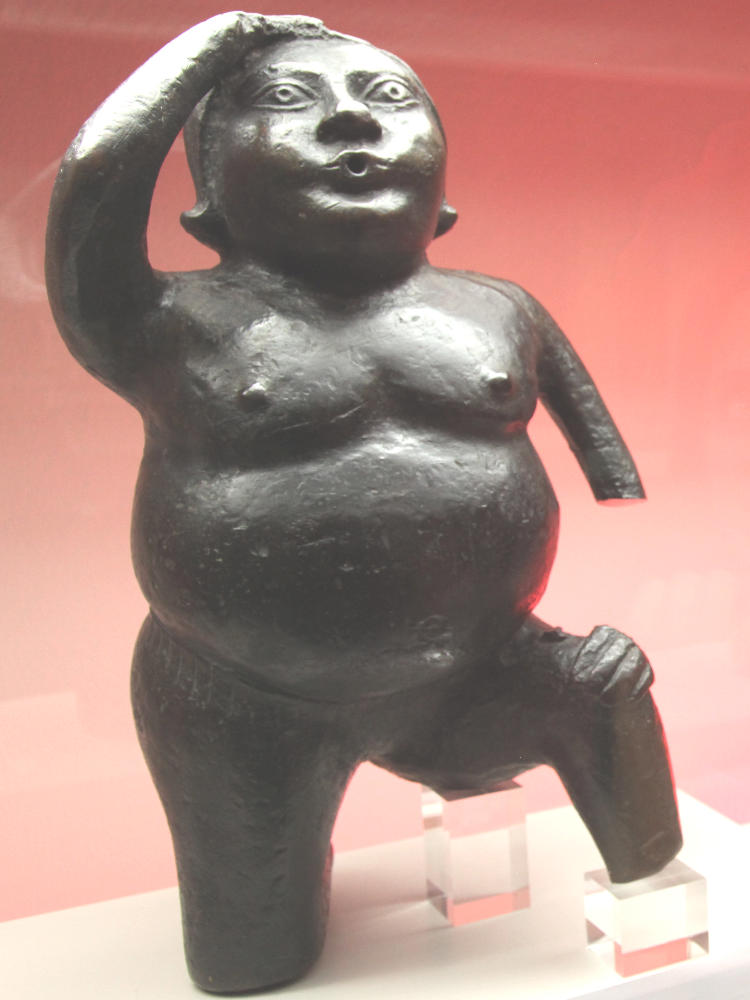
Püsterich

- Püsterich – W połowie XVI w. w zamku Rotenburg w górach Kyffhäuser (Turyngia) znaleziono brązową figurkę (57 cm.) brzuchatego mężczyzny z jedną reką podniesioną do czoła, reszty kończyn brakuje. W głowie są dwie dziurki, głowa i torso jest puste wewnątrz. Pojawiały się różne interpretacje tej figurki: Abraham Frentzel (1791 r.) uznał Püstericha za bóstwo Słowian z Turyngii łącząc go z polskim słowem bystry, inni uważali go za boga ognia, boga zarówno Słowian i Niemców. Figurka ta służyła jako zabawka, działała jak rodzaj kotła parowego, podgrzewana woda wylewała się przez otwory w głowie[15].

#### Idole prillwickie

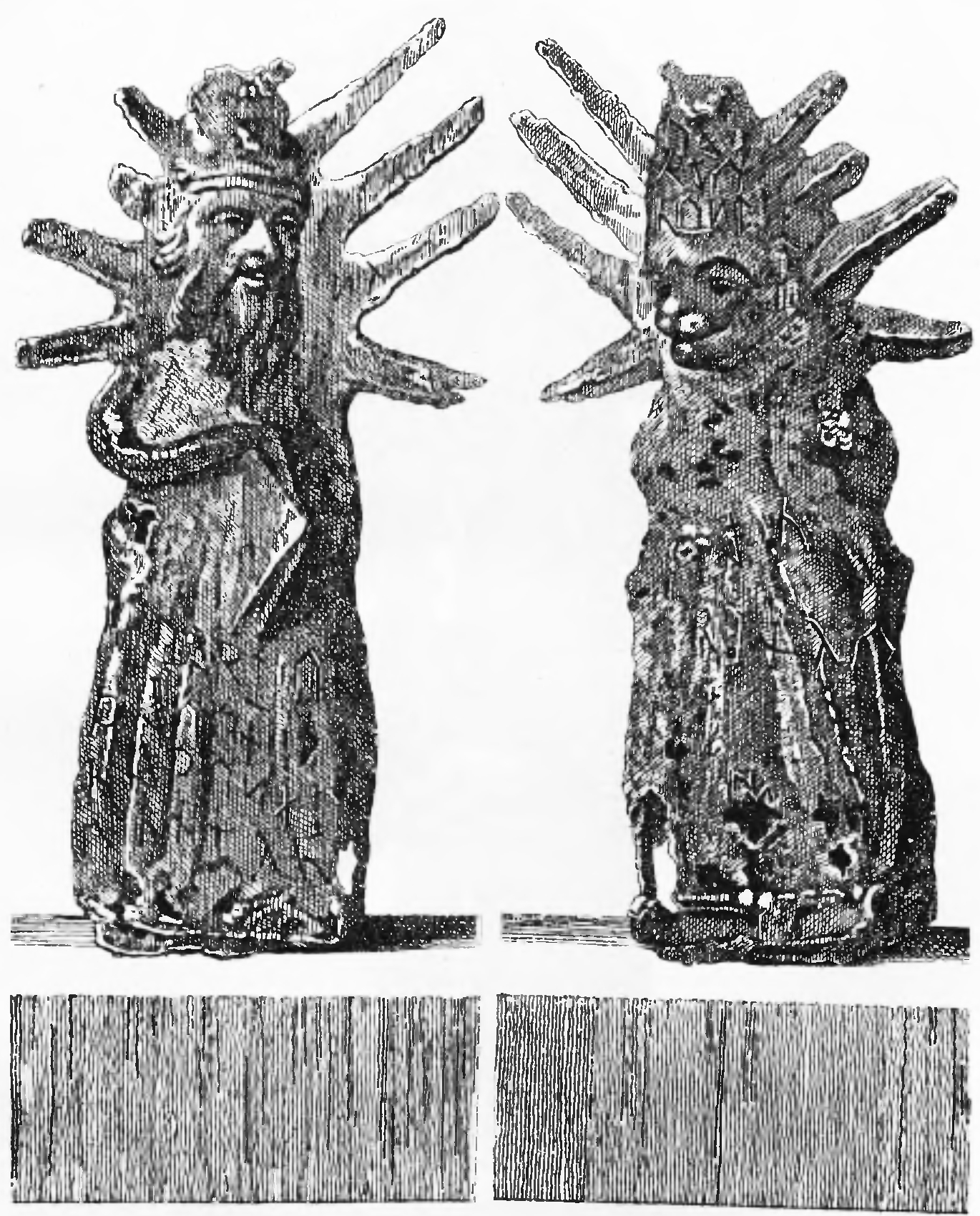
Perkunust – jeden z idoli prillwickich

Wiele bóstw stworzył Andreas Gottlieb Masch (1771) , niemiecki teolog, który badał tzw. idole prillwickie, biorąc je za autentyczne posążki słowiańskie, a które współcześnie rozpoznane są jako XVII-wieczne fałszerstwo. Rysunki do jego książki sporządził Daniel Woge, niemiecki malarz i rysownik . Informacja Mascha została rozszerzona przez Martina Friedricha Ardenta (1820) , niemieckiego botanika i antykwariusza, a następnie podana dalej przez Bernharda Seweryna Ingemanna (1824) , duńskiego pisarza.
Andreas Gottlieb Masch :
- Sieba
- Zibog, Siebog
- Nemiza (Nemisa)
- Podba
- Perkunust (Percunust)
- Schwaixtix
- Zislbog, Zislbocg
- Zirnitra, Zir
- Wodan
- Balduri
- Ipabog, Ipabocg
- Misizla
- Plusso
- Zois

Martin Friedrich Arendt :
- Tara(n)
- Othin
- Gestrab
- Raziva
- Tsibaz
- Hela
- Kricco
- Opora
- Karewit (Karevit)
- Hirowit (Hirovit)
- Marowit (Marovit)
- Gilbog
- Juthrbog
- Urii
- Pya
- Mita
- Sicksa
- Berstuk
- Gudii

### Czesi
Václav Hájek, czeski kronikarz, któremu zarzuca się zmyślanie wielu wydarzeń w swojej twórczości, w swojej Kronice wymienia bóstwa: Klimba, Krasatina, Krosina.
Hájek po swojej śmierci zyskał naśladowców: Pavela Stránskiego, Jana Středovskiego, Juraja Papáneka, którzy dodali przez siebie następujące bóstwa: Chasoň, Ladoň, Zeloň, Živěna, Nočena, Krasopaní, Hladolet.
Wymyślania bóstw dopuścił się także ksiądz Antonín Liška, jeden z tłumaczy Homera na język czeski. Zastępował on greckie nazwy własne podobnymi czeskimi lub w ogóle przenosić je na czeski. Podawał do trzech wersji tego samego, wymyślonego czeskiego imienia, zapisując je w nawiasach lub przypisach :
- Bělobohyň (Leukotea)
- Boležal (Megapentes)
- Bořivoj (Reksenor)
- Buraš (Boreasz)
- Děvany (nimfy)
- Dáloboj (Telemach)
- Hněvoň, Hněvoš, Hněvsa (Odyseusz)
- Hrozivec, Protiva, Lidosvit (Styks)
- Chasoň, Jason, Slunce Hyperionovec (Helios)
- Jarec, Jaroš, Jařec (Ares)
- Kolohledi (cyklopi)
- Lada, Pěnonorka (Afrodyta)
- Lichoplesy, Ochechule (syreny)
- Meneslav (Menelaos)
- Milostenky (Charyty)
- Nevid (Hades)
- Netřena (Atena)
- Peroun (Zeus)
- Pršenky (Plejady)
- Pyripalič (Flegeton)
- Radhost Zevs (Ksenia – gościnność)
- Skuhravec (Kokytos)
- Sudičky (Kery)
- Světloň ("słoneczny koń")
- Svrchovanec (Hyperion)
- Uměná, Umka (Muza)
- Ukryta (Kalipso)
- Vodan, Vodeň, Vodín (Posejdon)
- Vodanky víly (Najady)
- Vzteklice (Erynie)
- Žalotok (Acheron)
- Žehlan (Hefajstos)
- Živena (Demeter)

Innym fałszerstwem są glosy dodane do Mater Verborum, czesko-łacińskiego słownika, dodane przez Václava Hankę, zwierające wymyślone przez niego bóstwa:
- Sytiwrat (Saturn)
- Hladolet (Saturn)
- Kirt (Saturn)
- Kralomocz (Jowisz)
- Smrtonoss (Mars)
- Chtytel (Wenus)
- Dobropan (Merkury)
- Porvata (Persefona)
- Příje (Wenus)
- Letnicě (Latona)
- Chliba (Salicia)
- Jasni (Isis)
- Svoba (Libertas)
- Zcuor lub Ztuor (Ozyrys)
- Jarobud (Demetriusz)
- Stracchus

Hanka oprócz tego wymienia bogów z innych źródeł, np. Białoboga, Peruna, Żywą, Świętowita, Trzygłowa, Welesa, Ładę, Dziewannę oraz Marzannę. Oprócz tego wymienia wiele demonów, w tym wesnę.

## Słowianie wschodni

### Księga Welesa
Księga Welesa to XX-wieczne fałszerstwo, które szczególną popularność zdobyło wśród Ukraińców. Wymienia ono, oprócz autentycznych bogów, następujące pseudobóstwa:

- Wyszen' (ros. Вышень)
- Lelja (Леля)
- Letnica (Летница)
- Koljada (Коляда)
- Krʹszenʹ (Крышень)
- Siwyj (Сивый)
- Biełojar (Белояр)
- Łado (Ладо)
- Kupała (Купала)
- Sienicz (Сенич)
- Żytnicz (Житнич)
- Wienicz (Венищ)
- Ziernicz (Зернич)
- Owsienicz (Овсенич)
- Prosicz (Просич)
- Studicz (Студич)
- Ledicz (Ледич)
- Luticz (Лютич)
- Pticzicz (Птичич)
- Zwierinicz (Зверинич)
- Milicz (Милич)
- Dożdicz (Дождич)
- Płodicz (Плодич)
- Jagodicz (Ягодич)
- Pczelicz (Пчелич)
- Trosticz (Тростич)
- Klenicz (Кленич)
- Oziernicz (Озернич)
- Wierticz (Соломич)
- Sołomicz (Сломиць)
- Gribicz (Грибич)
- Łowicz (Лович)
- Biesiedicz (Беседич)
- Snieżycz (Снежич)
- Stranicz (Странич)
- Swiaticz (Святич)
- Radicz (Радич)
- Swieticz (Светич)
- Krowicz (Крович)
- Krasicz (Красич)
- Trawicz (Травич)
- Stieblicz (Стеблич)v
- Rodicz (Родич)
- Maslicz (Маслич)
- Żywicz (Живич)
- Wiedicz (Ведич)
- Listwicz (Листвич)
- Cwieticz (Цветич)
- Bodicz (Бодич)
- Zwiezdicz (Звездич)v
- Gromicz (Громич)
- Siemicz(Семич)
- Lipicz (Липич)
- Rybicz (Рыбич)
- Bieriezicz (Березич)
- Zielenicz (Зеленич)
- Goricz (Горич)
- Stradicz (Страдич)
- Spasicz (Спасич)v
- Listjewierżycz (Листьевержич)
- Myslicz (Мыслич)
- Gosticz (Гостич)
- Raticz (Ратич)
- Stranicz (Странич)
- Czuricz (Чурич)
- Rodicz (Родич)
- Ogniebog Simargł (Огнебог Симаргл)
- Czysłobóg (Числобог)
- Kwasur (Квасур)

### Inne
- Usład (Услад) – bóstwo omyłkowo stworzone przez Siegmunda von Herbersteina, następnie powtórzone przez Stryjkowskiego, który fragment Powieści dorocznej, us zlat („wąs złoty” – o posągu Peruna), wziął za nazwę własną, a następnie porównał do Kupidyna[24].
- Zimcerła (Зимцерла) – bogini, która pierwszy raz pojawia się w rosyjskim tłumaczeniu (1722) Królestwa Słowian, autorstwa chorwackiego pisarza Mauro Orbiniego. Tłumacz źle przeniósł teonim Semargl, zapisany przez Orbiniego jako Simaergla, zapisując literę a jako s i usuwając literę g, prawdopodobnie z powodu eufonii, i w ten sposób powstała Simserla. Następnie bogini jest wymieniona przez Michaiła Popowa w jego słowniku mitologicznym; według niego, uszkodzone imię mogło pochodzić od słów zima (зима), oraz czasownika ścierać (стерть, stiertʹ), i będzie boginią kwiatów, podobną do Aurory. Zimtserla pojawia się później w wielu rosyjskich tekstach[25].

## Słowianie południowi
Jednym z głównych fałszerstw z słowiańszczyzny południowej jest serbskie Песме и обичаи укупног народа српског (1869; "Pieśni i zwyczaje całego narodu serbskiego") autorstwa Miloša Milojevića :

- Kupało (serb. Купало)
- Kołedo (Коледо)
- Koled (Кољед)
- Żiwboża (Живбожа)
- Żiwanija (Живанија)
- Swaroga (Сварога)
- Prprьrusza (Прпрьруша)
- Prawid (Правид)
- Swewid (Свевид)
- Lel (Љељ)
- Lela (Љеља)
- Polel (Пољељ)
- Polela (Пољеља)
- Łada (Лада)
- Braniań (Брањањ)
- Żiw (Жив)
- Dawor (Давор)
- Gostosław (Гостослав)
- Wodan (Водан)
- Wodana (Водана)
- Moran (Моран)
- Morica (Морица)
- Pra Pra Bog (Пра Пра Бог)
- Presław (Преслав)
- Wiszńi (Вишњи)
- Jeżdraksin (Јеждраксин)
- Bełgostić (Белгостић)
- Tug (Туг)
- Prawd (Правд)
- Crnobar (Црнобар)
- Wihor (Вихор)
- Kraczun (Крачун)
- Praowił (Праовил)
- Bełbożić (Белбожић)

Drugim ważnym fałszerstwem jest Veda Slovena (1874) autorstwa Stefana Verkovića:

- Kuledo (bułg. Куледо)
- Kuleda (Коледа)
- Ognen (Огнен)
- Wisznu (Вишну)
- Wodin (Водин)
- Surwa (Сурва)
- Rosna (Росна)
- Żijne (Жийне)
- Surica (Сурица)
- Iognica (Иогница)
- Masina (Масина)
- Rue (Руе)
- Witna (Витна)
- Igne (Игне)
- Jognica (Йогница)
- Dyżna (Дъжна)
- Dia (Диа)
- Jara (Яра)
- Druida (Друида)